# Burgstall Liebenau

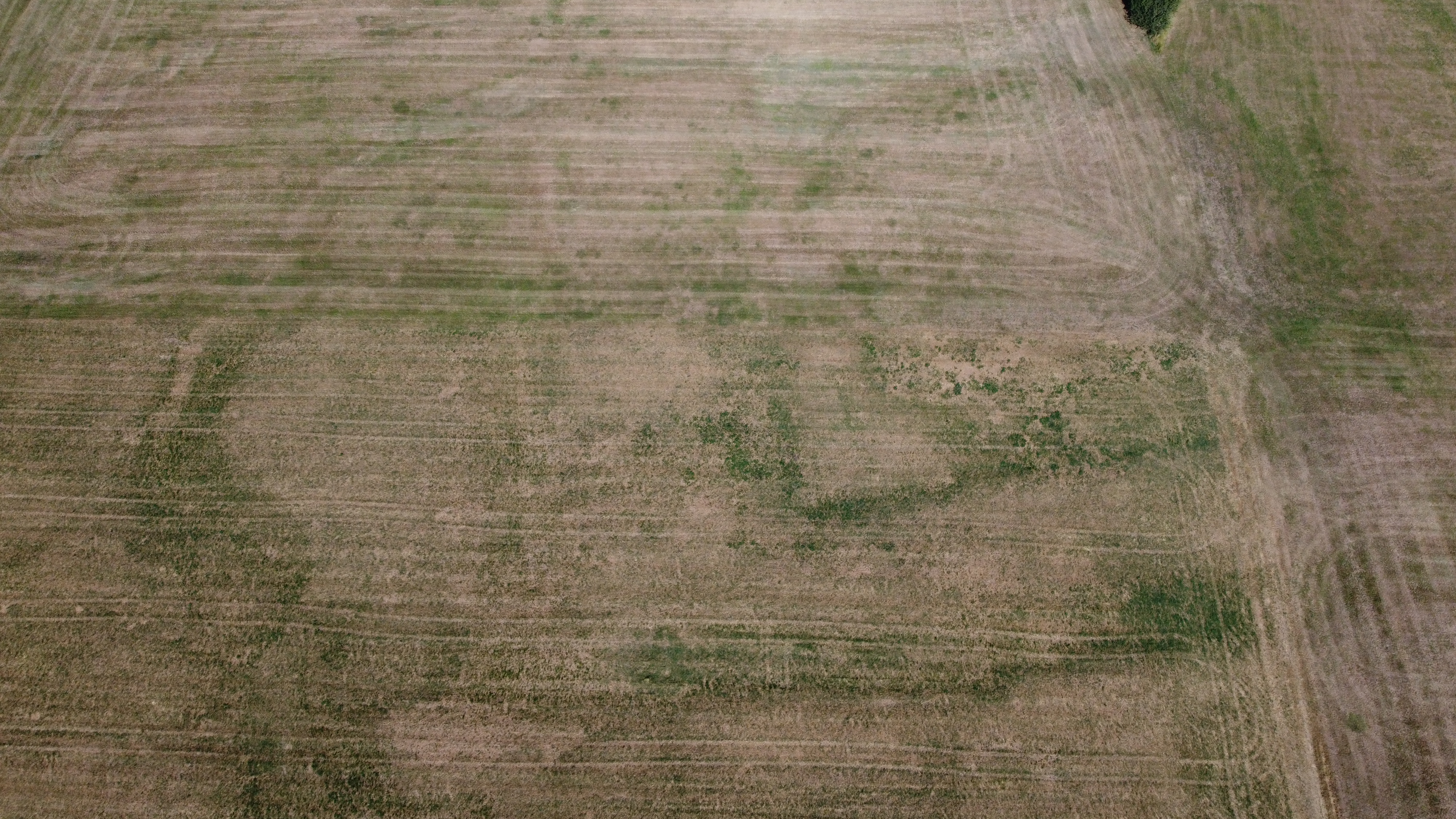
Luftbild des Burgstalls Liebenau (August 2022)

Der Burgstall Liebenau ist eine abgegangene mittelalterliche Turmhügelburg (Motte) etwa 400 Meter südöstlich der Ortsmitte von Stolzenroth, einem Gemeindeteil der Gemeinde Pommersfelden im Landkreis Bamberg in Bayern.
Die Burg Liebenau, die sich nur etwa 80 Meter von dem Burgstall Stolzenroth entfernt befindet, gehörte einst den Herren von Liebenau. Ab dem Jahr 1385 hatten die Burggrafen von Nürnberg Teile der Anlage in ihrem Besitz. Die Burg war bereits 1535 zerstört, letzte Reste von ihr wurden im Jahr 1790 abgetragen.
Von der ehemaligen Burganlage auf der Flur In den Schlössleinswiesen haben sich nur die Reste des Kernhügels erhalten. Dieser Hügel misst etwa 46 mal 40 Meter und weist noch eine Höhe von 0,25 Meter auf. Um ihn verlief ein Graben, der heute nur noch schwach wahrnehmbar ist. Er hat eine Breite zwischen elf und neun Metern.
Heute ist der Burgstall als Bodendenkmal D-4-6230-0010 „Spätmittelalterlicher Burgstall“ vom Bayerischen Landesamt für Denkmalpflege erfasst.